# Дороги инков
Дороги инков (кечуа Qhapaq Ñan — Ка́пах-Ньан, «Королевская дорога») — сеть многочисленных мощёных дорог, проложенных на протяжении нескольких тысячелетий индейскими цивилизациями в Южной Америке в Андском регионе: Колумбия, Эквадор, Перу, Боливия, Чили, Аргентина, как на прибрежных равнинах в пустынях, так и в горах, через скалы и ущелья, с помощью навесных мостов и ступеней.
Главными строителями основных магистралей являлись инки; прекращено строительство было в XVI веке в связи с приходом завоевателей-испанцев, которые не владели местными технологиями и были не в состоянии даже поддерживать эти дороги в должном виде.
Главными являлись четыре дороги, пересекавшие крестом (с центром в городе Куско) всю империю инков. Протяженность самой длинной дороги составляла не менее 6600 километров (1200 лиг). Дороги соединяли все столицы провинций, из каждой выходило по нескольку путей. На каждой дороге были постоялые дворы через четко определённые расстояния, сами расстояния отмечались межевыми столбами и назывались — топо или тупу.
Общая протяжённость дорожной сети оценивается в 30 000 км. Сохранившиеся лучше других участки протяжённостью 6000 км на территории шести стран, перечисленных выше, были внесены в 2014 году в список Всемирного наследия.

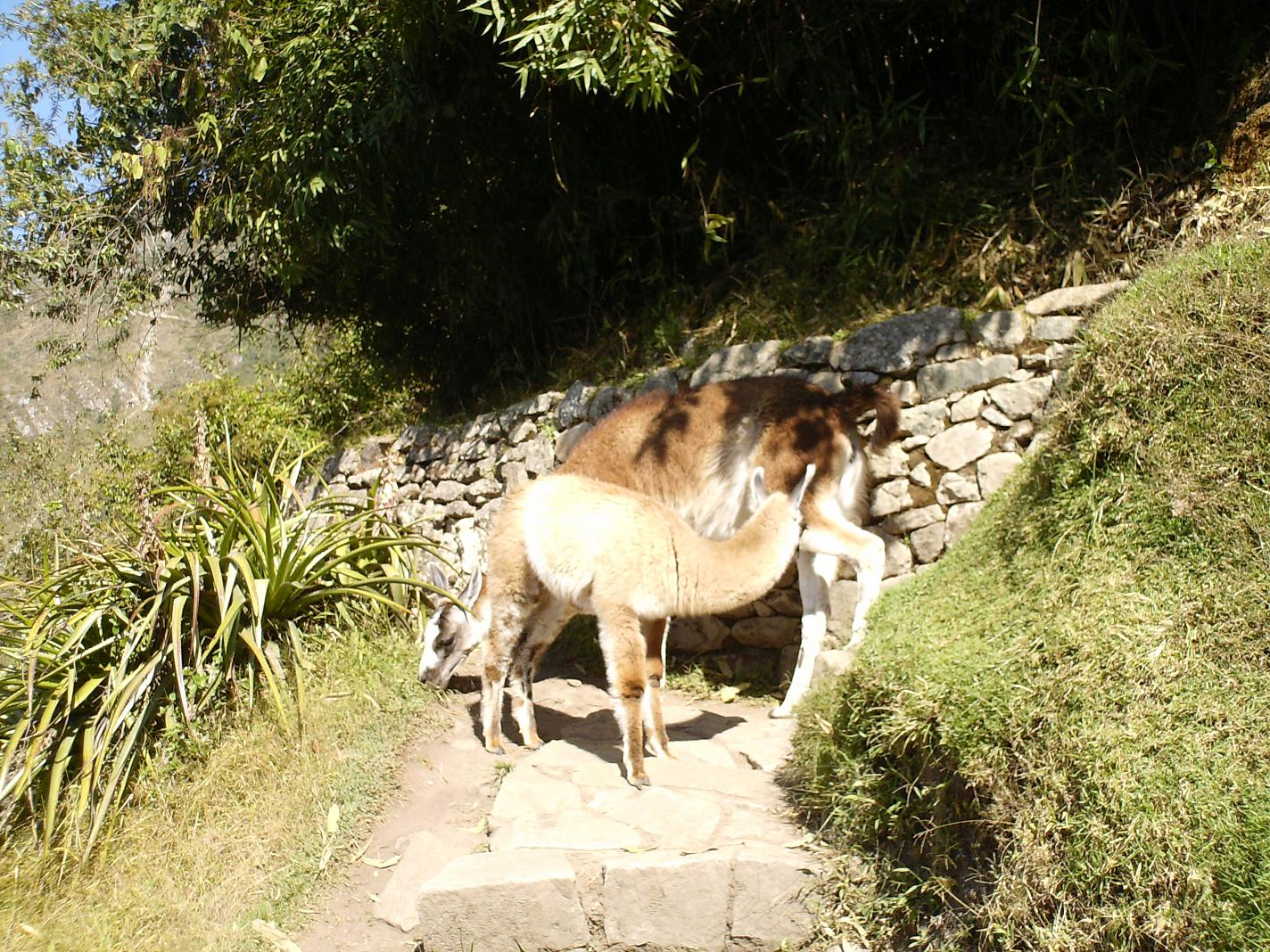
Ламы на дорогах инков
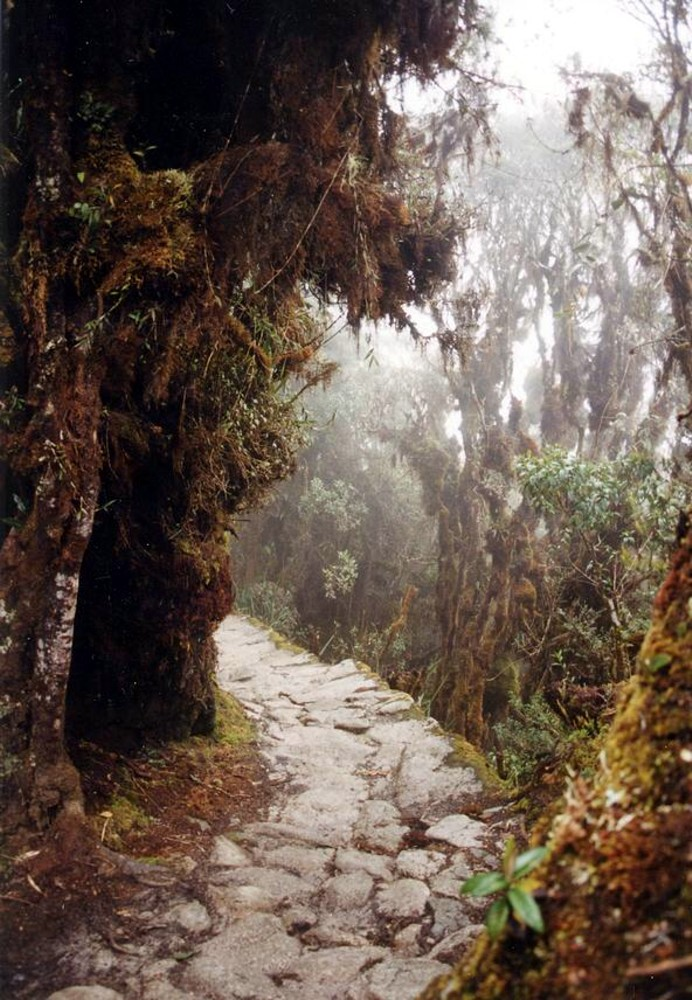
Дорога инков в Мачу-Пикчу